# Brandon Barash
Brandon Joseph Barash (St. Louis, 4 ottobre 1979) è un attore statunitense.
È noto principalmente per il ruolo di Jamie in Una mamma per amica, per il ruolo di Johnny Zacchara in General Hospital e per il ruolo di Stefan e Jake DiMera in Il tempo della nostra vita.

## Biografia
Barash è nato a St. Louis, nel Missouri, ed è il figlio di Jerry L. Barash, presidente e amministratore delegato della Sysco Food Services di Ventura e della sua prima moglie Susan Gale. Ha un fratello di nome Jordan B. Barash, e una sorellastra più giovane, Alison L. Barash. La sua famiglia è ebrea. Si è diplomato alla Memorial High School, a Houston, nel Texas nel 1998.

## Vita privata
Barash è stato sposato con Kirsten Storms sua ex co-protagonista di General Hospital. I due si erano sposati segretamente a giugno del 2013 e hanno aspettato la loro prima figlia, una femmina, a gennaio 2014. Nel gennaio 2014, Barash aveva confermato su Twitter che sua moglie aveva dato alla luce una bambina di nome Harper Rose Barash. Nell'aprile 2016, la coppia ha annunciato di aver chiesto il divorzio.

### Carriera
La sua carriera inizia quando dal 2002 al 2004 ha interpretato Jamie, il fidanzato di Paris Geller, in diversi episodi della serie televisiva Una mamma per amica. Dopo aver partecipato a diverse serie televisive e film, arriva la svolta nella sua carriera quando viene chiamato per interpretare Johnny Zacchara nella soap opera General Hospital dal 2007 al 2013 e per diversi brevi periodi dal 2014 al 2016. Nel 2019 entra nel cast della soap opera Il tempo della nostra vita nel ruolo di Stefan DiMera. Dal 2020 al 2023 ha interpretato Jake Lambert fratello gemello di Stefan, nella stessa soap. Nel 2022 torna ad interpretare Stefan DiMera rimanendo fino al 2024.

## Filmografia

### Cinema
- Atterraggio d'emergenza (Crash Landing), regia di Jim Wynorski (2005)
- Intellectual Property, regia di Nicholas Peterson (2006)
- Ten Inch Hero, regia di David Mackay (2007)
- Guardian Angel, regia di Vahik Pirhamzei (2014)

### Televisione
- Codice Matrix (Threat Matrix) – serie TV, episodio 1x03 (2003)
- West Wing - Tutti gli uomini del Presidente (The West Wing) – serie TV, episodio 5x08 (2003)
- Una mamma per amica (Gilmore Girls) – serie TV, episodi 3x01-3x07-4x12 (2002-2004)
- 24 – serie TV, episodi 4x09-4x11 (2005)
- NCIS - Unità anticrimine (NCIS) – serie TV, episodio 4x02 (2006)
- Tell Me You Love Me - Il sesso. La vita (Tell Me You Love Me) – serie TV, episodio 1x03 (2007)
- Bones – serie TV, episodio 8x22 (2013)
- Kingdom – serie TV, episodio 1x03 (2014)
- CSI: Cyber – serie TV, episodio 1x12 (2015)
- The Unauthorized Melrose Place Story, regia di Mark Griffiths – film TV (2015)
- General Hospital – serial TV, 800 episodi (2007-2016)
- Major Crimes – serie TV, 6 episodi (2014-2016)
- Timeless – serie TV, episodio 1x14 (2017)
- Criminal Minds: Beyond Borders – serie TV, episodio 2x06 (2017)
- Scambio alla nascita (Cradle Swapping), regia di Michael Feifer – film TV (2017)
- Scorpion – serie TV, episodio 4x08 (2017)
- Lucifer – serie TV, episodio 3x20 (2018)
- The Last Ship – serie TV, episodio 5x02 (2018)
- Good Trouble – serie TV, episodi 1x08-1x12-4x05 (2019-2022)
- Il tempo della nostra vita (Days of Our Lives) – serial TV, 422+ episodi (2019-2024)

## Doppiatori italiani
Nelle versioni in italiano delle opere in cui ha recitato, Brandon Barash è stato doppiato da:
- Niseem Onorato in NCIS - Unità anticrimine
- Mirko Mazzanti in Major Crimes
- Francesco De Francesco in Lucifer